# Pyxine retirugella
Pyxine retirugella är en lavart som beskrevs av Nyl. Pyxine retirugella ingår i släktet Pyxine och familjen Physciaceae.   Inga underarter finns listade i Catalogue of Life.